# Philipp J. Neumann
Philipp J. Neumann (* 1977 in Leipzig) ist ein deutscher Theater- und Filmregisseur, Autor und Grafiker.

## Ausbildung, Theater und Filmarbeit
Laut seiner eigenen Internetseite trat Philipp J. Neumann als Sechsjähriger dem Leipziger Gewandhaus-Kinder- und Jugendchor bei und inszenierte als 15-Jähriger die ersten Kurzfilme und Theaterstücke. Ab 1999 inszenierte er auf Bühnen in mehreren Ländern, insbesondere Opern von Gluck oder Oratorien Händel, aber auch andere Musikstücke. Daneben wirkte er seit 1997 an verschiedenen Filmproduktionen, als Regisseur, Produzent, Kameramann, Editor oder Drehbuchautor mit. 
Im Jahr 2002 war Neumann unter den Mitgründern der Richard-Wagner-Gesellschaft Leipzig 2013, deren Vorstand er bis 2013 angehörte.

## Inszenierungen
- 1999: Orfeo ed Euridice, Oper von Christoph Willibald Gluck, in der Kirchruine zu Wachau bei Leipzig
- 2000: Iphigénie en Tauride, Oper von Christoph Willibald Gluck, ebenda
- 2001: Acis and Galatea, Oratorium von Georg Friedrich Händel, aufgeführt mit der Bach Society of Columbia University in Leipzig und New York
- 2003 und 2004: Das Zauberwort und Der arme Heinrich, Singspiele von Josef Gabriel Rheinberger sowie die Oper Pimpinone oder Die ungleiche Heirat von Georg Philipp Telemann, in der Moritzbastei zu Leipzig
- 2005: Brundibár Kinderoper von Hans Krása, 2009 und 2010 Gastaufführungen unter Schirmherrschaft der Bundeskanzlerin Angela Merkel in Deutschland und Israel
- 2006: Wagner:Vorspiel, Musiktheater innerhalb der ersten Wagner-Festtage Leipzig
- 2006: Amadeus Klavier, Musiktheater nach eigenem Libretto (Musik: Stephan König) und Der Mann im Mond von Cesar Bresgen im Kellertheater der Oper Leipzig.
- 2008: L’enfant et les sortilèges von Maurice Ravel und Karneval der Tiere von Camille Saint-Saëns in der Musikalischen Komödie, Leipzig
- 2008: La rondine von Giacomo Puccini in Gera
- 2010 euro-scene Leipzig: Prophezeiung 20/11, Instinkttheater, in Koproduktion mit dem Europäischen Zentrum der Künste Hellerau[2]
- 2012: Eloise – An opera for young people, in Verbindung mit dem GewandhausKinderchor, Leipzig[3]
- 2013: Der Ring – Ein Musiktheater, in Verbindung mit dem GewandhausKinderchor, Leipzig
- 2015: Wenn der Mond aufgeht, lernst du fliegen, Werke von Richard Strauss in Bearbeitungen von Timo Jouko Herrmann, Kooperationsprojekt von Gewandhausorchester und Barbican Centre London[4]
- 2015: The Second Hurricane, Szenisches Projekt mit dem GewandhausKinderchor (Leitung: Frank-Steffen Elster)
- 2017: Von Zwergen, Riesen und Kindern, Szenisches Projekt mit dem GewandhausKinderchor (Leitung: Frank-Steffen Elster)
- 2019: Aufstand! Szenisches Projekt mit dem GewandhausKinderchor (Leitung: Frank-Steffen Elster)

## Performance
- 2005: Everest Deconstruction – die Zerstörung des weltgrößten Panoramabildes von Yadegar Asisi im Gasometer Leipzig

## Filme
- 1998: Der Ton in der Mitte. Spielfilm. Regie, Buch, Schnitt, Produktion und Kamera.[5]
- 2000: Das geliebte Moll. Dokumentarfilm. Regie und Drehbuch (MDR, 3sat)
- 2002: Die Apostophkiller. Kurzfilm. Regie, Kamera, Schnitt und Drehbuch
- 2004: Ins Fremdland. Dokumentarfilm. Regie und Drehbuch
- 2006: Musikschule Leipzig. Imagefilm. Regie, Produktion und Drehbuch
- 2008: Berliner Salon. Kurzfilm. Regie
- 2010: Atropos. Kurzfilm. Regie

## Auszeichnungen
- 1999: visionale Leipzig: 1. Preis für den Spielfilm Der Ton in der Mitte
- 2010: euro-scene Leipzig, 1. Preis der Projektausschreibung zum 20. Jubiläum für das Stück Prophezeiung 20/11[6]
- 2011: Kurzsüchtig – Das Leipziger Kurzfilmfestival: Preis der Fachjury im Bereich Fiktion für Atropos[7]
- 2012: Filmfest Dresden, nationaler Wettbewerb: Goldener Reiter für den Kurzfilm Atropos[8]